# Nota
Nota (lat. znak, značka) je základní grafický symbol pro označení tónu. K zápisu not slouží notová osnova. Úloha noty v hudebním záznamu je dvojí:
- umístění noty v notové osnově určuje výšku tónu
- tvar noty určuje její hodnotu, která udává relativní délku trvání tónu.

K přesnému označení hraného tónu slouží spolu s umístěním v osnově notový klíč.

Noty zleva: celá, půlová, čtvrťová, osminová, šestnáctinová, dvaatřicetinová, čtyřiašedesátinová

Osminová nota: 1 - praporek, 2 - nožička/krk, 3 - hlavička

## Typy not
Typy not podle délky trvání:
- celá
- půlová
- čtvrťová
- osminová
- šestnáctinová
- dvaatřicetinová
- čtyřiašedesátinová, atd.

Kromě not se v zápisu hudby uplatňují četná další znaménka, která význam not upřesňují nebo doplňují. Základní délku noty prodlužují tečka za notou, koruna, oblouček ligatury, jinými symboly se určuje způsob hraní daného tónu. V notovém zápisu se noty mohou střídat s pomlkami. To jsou značky vyznačující délku přestávky či ticha mezi sousedními notami, kdy nezní žádný tón.

## Jména not
Pro pojmenování not slouží hudební abeceda – písmena v pořadí c, d, e, f, g, a, h. Tato písmena označují 7 tónů používaných v diatonické stupnici (od c do h, bílé klávesy klavíru). Po notě h následuje nota pojmenovaná opět c (avšak o jednu oktávu vyšší než výchozí c, viz heslo "Oktáva").
Pro přesné stanovení akustické polohy vznikla potřeba ukotvit výšky tónů určitým standardem. Za něj byla zvolena výška tónu a1 (tzv. "komorní a"). Má dnes dohodnutou frekvenci 440 Hz.
Český systém pojmenování not užívá pro notu na třetí lince notové osnovy v houslovém klíči název H (v angloamerické oblasti a v Nizozemsku je to B); pro její o půl tónu sníženou podobu (hes) se v Česku užívá názvu B (anglicky B flat nebo B♭, v Nizozemsku Bes).
Jedna oktáva obsahuje 12 tónů chromatické stupnice (bílé a černé klávesy klavíru). Pro označení všech těchto tónů jsou rozšířena jejich známá jména z abecedy pomocí posuvek.
Základní posuvky jsou ♯ - křížek, ♭ - bé, béčko a ♮ - odrážka. Tyto posuvky tón zvyšují nebo snižují o jeden půltón, odrážka pak ruší platnost křížku nebo bé. Pomocí těchto značek tak vznikne dalších 5 jmen not, která jsou potřeba k označení všech tónů v rámci jedné oktávy. Kromě půltónových posuvek se z harmonických důvodů používají ještě posuvky zvyšující resp. snižující daný tón o dva půltóny – dvojkřížek (španělský křížek) a dvojbé (dvojbéčko, dvojité bé).
Symbol křížku je ♯ (podobný jako znak na počítačové klávesnici #), béčko má symbol ♭ (podobný malému [b] napsanému kurzívou). V notovém zápisu se píší buď před notu, jejíž výška má být změněna, nebo hned za notový klíč jako předznamenání tóniny skladby. U akordových značek se píší za jméno tónu; například F♯ znamená tón Fis, A♭ je As.
Křížek (♯) zvyšuje o jeden půltón. K názvu noty se přidá koncovka -is.
- ♯ + c → cis
- ♯ + d → dis
- ♯ + e → eis
- ♯ + f → fis
- ♯ + g → gis
- ♯ + a → ais
- ♯ + h → his

Béčko (♭) snižuje o jeden půltón. K názvu noty se přidá koncovka -es, výjimka u a, sníženo dá as, u h - dá bé (hes).
- ♭ + c → ces
- ♭ + d → des
- ♭ + e → es
- ♭ + f → fes
- ♭ + g → ges
- ♭ + a → as
- ♭ + h → b (hes)

U dvojitých posuvek se zdvojuje i přípona (c – cis – cisis, a – as – asas, h - heses).

### V jiných jazycích

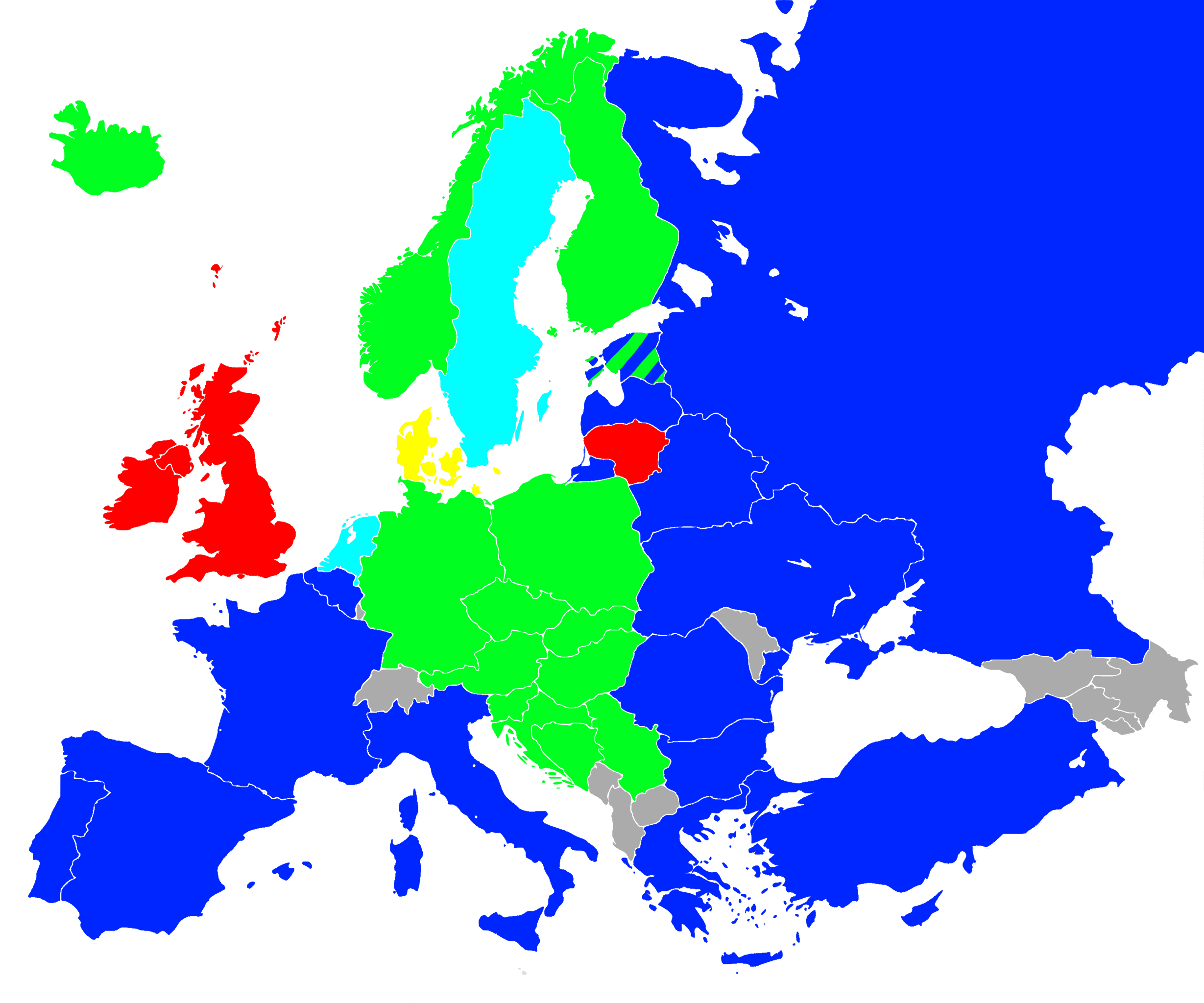
Mapa preferovaného značení not v Evropě
solmizační slabiky (Si,La diesis, Si bemolle)
Anglický systém (B, A#, Bb)
Německý systém (H, Ais,B)
Nizozemský systém (B, Ais,Bes)
Dánský systém (H, A#, Bb)

Označování not není ve světě jednotné. Mnohé země, především ty s románským jazykem, používají tzv. solmizační slabiky, kde Do značí notu C, Re notu D, Mi notu E atd. Jiné země používají jednu z abecedních forem vycházející z Boëthiovy notace, resp. z Ptolemaiova značení, použitím prvních sedmi písmen latinské abecedy, tedy A, B, C, D, E, F a G.
V průběhu evropské historie hudby vznikla potřeba odlišit normální a sníženou variantu tehdy psané noty B, kdy se dohodlo, že snížená podoba se bude zapisovat "kulatým" b (b rotundum/b molle) a normální bude zapsaná "hranatým" b (b quadratum/b durum). V německých zemích tehdy používaný druh písma způsobil, že b quadratum vypadalo takřka stejně jako malé h což zavinilo čím dál častější čtení této noty jako H
. O něco později nastal tlak snižovat či zvyšovat i jiné tóny, takže se přešlo na systém posuvek, b rotundum se přeneslo do "♭" a b quadratum do "♮", ale v německých zemích zůstalo odlišné značení pro notu B (tedy H), zatímco u ostatních not se s přidáním ♯ či ♭ začaly používat přípony -is a -es. Prakticky všechny německy hovořící země, země Rakouska-Uherska a země jinak ovlivněné Německem tento systém přejaly a většina jej stále používá. Některé severské země přešly na hybridní systém, kdy se zachovává označení noty H, ale její snížená podoba se píše takzvaným "anglickým" systémem. Nizozemsko používá "anglický" systém, ale pro snížení či zvýšení tónu používá "německé" přípony -is a -es, tón Hes je zde Bes. V 90. letech na tento systém přešlo i Švédsko, které do té doby používalo "německý" systém.
Pojmenování systémů "anglický", "německý", "dánský", "nizozemský" nejsou oficiální označení těchto systémů.